# 人形宮廷楽団
『人形宮廷楽団』（ギニョールきゅうていがくだん、Orchestre royal de guignols）は、由貴香織里による日本の漫画作品。
『別冊花とゆめ』（白泉社）にて2008年8月号から2010年6月号まで連載されていた。全5巻。話数カウントはOp.（オーパス）#。

## あらすじ
感染すると死に至り、人々を襲う「蠢く人形（ギニョール）」へと変異してしまう奇病・ガラテイア症候群。この病が蔓延する世界で、禁じられた「黒の聖譚歌（オラトリオ）」を謡い、感染者や街の人々を癒す慰問の旅を続ける宮廷楽団があった。その手の内にある「黒の讃美歌書」には様々な奇跡を起こす歌の数々が収められているという。彼らは正規の宮廷楽団と異なり、金次第であらゆる曲を奏でる小楽団で、「裏の宮廷楽団」と呼ばれている者たちであった。

## 登場人物

### 闇の宮廷楽団
ルチル
楽団長。歌謡い（シャントゥール）。腰まで届く長い髪と美しい顔、高い声のため女性に間違われることもある。その歌声は人形を滅ぼす力を持っている。マイペースで人を食った所のある性格。なお、正規の宮廷楽団（神聖宮廷楽団）は別におり、ルチルは以前その楽団長であった。妹が一人いる。
エレス（エレスチャル）
楽団員。ピアノ担当。トゥーサンという街の城主の娘で一人称は「僕」。本名はセレス（セレスタイト）で、エレスは双子の兄の名。そのピアノの旋律は人形を惹きつける力を持っている。かつて、そのことを知らずに自ら奏でたピアノの音色でギニョールを呼び寄せ、街の子どもたちを感染させてしまう。発端でありながら生き残った彼女を非難の声から守ろうとした父の命令で、エレスとして暮らしていた。兄への贖罪の気持ちを抱いた末、自分の生きる意味を求めて楽団の一員となる。
琥珀
楽団員。バイオリン担当。額から右頬にかけて走る傷がある。オッドアイの持主であり、人形の存在を感じると右目が疼く。ガラが悪く短気な性格で、歯向かう者には女・子どもも関係なく容赦ない一方、面倒見の良い面も持つ。銃使いである他、マシンガンやナイフなど一通りの武器に精通している。グィンデル同様、人形に対抗できるだけの音楽の才能を持っていたため、契約で楽団の一員となった。
グィン（グィンデル）
楽団員。チェロ担当。寡黙だが、ペットのハリネズミを溺愛しており、彼女が傷つこうものなら仲間であっても容赦しない。普段は物静かだがキレると怖い大男。怪力の持主。琥珀同様、人形に対抗できるだけの音楽の才能を持っていたため、契約で楽団の一員となった。

### 宮廷関係者
ジェムシリカ
世界の頂点である宮廷を統べる女王。見た目は美しい人形のような少女だが、狂気に取りつかれているかのような残酷な性格。 常に玉座にあり、絶対的権力をもって君臨している。実はその正体はルチルの妹のコーディエ（コーディエライト）。子供の頃は赤毛のそばかすで、わがままで勝気で活発な少女だったが、現在の容貌や性格にそのような昔の面影はない。
モリオン（モリオン・スティルバイト）
女王直属の神聖宮廷楽団の楽団長。ルチルとコーディエの従兄弟で幼なじみ。子供の頃はシャイで気弱な性格で、ルチルやコーディエと共に仲良く遊んでいた。女王になって変貌してしまったコーディエを心から哀しんで憐み、彼女の為に一生を捧げる事を誓っている。
スピネル
宮廷のスパイ。ルチルと同じ夜歌鳥（フィロメーラ）で声色を自在に使い分けることが出来る。ルチルの宮廷修道院時代の後輩。

### その他
リヒター / ミアシャム / ジャスパー
元老院（ル・セナ）の中心メンバー。見た目は子供だが老人のような喋り方をする。ベルチェをルチル達へ差し向ける。
ベルチェ
ルチルの裏の宮廷楽団のかつての楽団員。当時ピアノ担当。首には黒い病巣が刻まれている。

## 用語
蠢く人形（ギニョール）
ガラテイア症候群に感染した者。感染から変異に至る発症までのウイルスの潜伏期間は人それぞれ異なる。感染者は一様に人形のような形相と動きになるため「ギニョール」と呼ばれるようになった。ギニョールに噛まれたり、血を体内に入れられると忽ち感染してしまうため、「発病者は例外なく炎で浄化する」という法が定められている。肌は硬化し、普通の人間の力では壊すことができない。
黒の聖譚曲（くろのオラトリオ）
世界のどこかにあると言われる幻の黒の賛美歌書の禁じ歌。奇跡の旋律とも言われる歌は、ギニョールに変異した人々の意識を一時的に甦らせたり、細胞の活発化・死滅ができる。
神雷（エクレール）
ギニョールの感染が70%を越えると発動される、周囲一帯を焼き尽くす女王ジェムシリカの裁きの光。